# William Pierce Rogers
William Pierce Rogers (Norfolk, 23 giugno 1913 – Bethesda, 2 gennaio 2001) è stato un politico statunitense, segretario di Stato degli Stati Uniti durante la presidenza Nixon dal 1969 al 1973.

## Biografia
Cresciuto con il nonno studiò alla Colgate University e frequentò la Cornell Law School, lavorò con Thomas E. Dewey (1902 – 1971) dal 1938 al 1942.
Su suo ordine il 9 dicembre 1957, fu creata, all'interno del Dipartimento di Giustizia, la Divisione per i Diritti Civili. In questo modo l'Assistente Procuratore Generale ai diritti civili aveva adesso una specifica divisione dove esercitare, mentre prima di quel momento gli avvocati intentanti cause per i diritti civili erano costretti a rivolgersi alla Divisione Criminale del Dipartimento di Giustizia, rallentando così l'iter dei processi giudiziari sui diritti civili. Durante la famosa visita di Nixon in Cina del 1972 venne escluso dal viaggio. Alla sua morte il corpo venne seppellito nel cimitero nazionale di Arlington.